# Nicole Reynaud Savioz
Nicole Reynaud Savioz (* 1973 in Yverdon) ist eine Schweizer Archäozoologin.
Sie arbeitet seit 2006 als wissenschaftliche Mitarbeiterin  an der Universität Basel in den Bereichen Integrative prähistorische und naturwissenschaftliche Archäologie und Archéologie et Recherches Interdisciplinaires dans les Alpes. Sie unternahm Untersuchungen zu zahlreichen Siedlungen im Alpenraum der Westschweiz und ist an der Gletscherarchäologie zum Söldner von Theodul auf dem Oberen Theodulgletscher bei Zermatt beteiligt. Vor allem aber gräbt sie seit rund zwei Jahrzehnten immer wieder an den ältesten Fundstätten Syriens, insbesondere an den für die Archäozoologie ergiebigsten Stätten des frühen Paläolithikums im gesamten östlichen Mittelmeerraum.

## Forschung
Reynaud Savioz besuchte ab 1987 das Collège de la royale Abbaye de St-Maurice und studierte von 1992 bis 2000 an der Universität Neuenburg und an der Universität Genf Archäologie und Ethnologie. In dieser Zeit nahm sie an Ausgrabungen an den Fundstätten La Redoute des Bourguignons (Neuenburg) im Jahr 1993, Mithraeum (Martigny, 1994 und 1995), Cortaillod/Petit Ruz (Kanton Neuenburg) in den Jahren 1995 und 1996 teil, dann 1997 an der neolithisch-bronzezeitlichen Fundstätte Concise-sous-Colachoz (Kanton Waadt) teil. 1998 folgten die Grabungen in Bevaix/Places d’Armes (Kanton Neuenburg) sowie an den gallo-römischen Thermen von Massongex.
Als Archäozoologin hat sie an Fundstätten in Syrien, insbesondere 2003 in Nadaouiyeh Aïn Askar, und Hummal gegraben und dort die Überreste der Fauna analysiert. Dabei handelte es sich im ersteren Fall um Überreste aus der Zeit zwischen 525'000 bis 350'000 vor heute, im letzteren um solche aus der Zeit vor 200'000 Jahren. Die gut erhaltenen und sehr zahlreichen Überreste stammten von Jagdtieren. Die dominierenden Taxa an der überaus wichtigen Grabungsstätte El Kowm waren nach Reynaud Savioz Kamele, kleine Bovidae, vor allem Gazellen sowie Equidae; hingegen zählte die Archäozoologin die Rhinocerotidae, dann die grösseren Bovidae, wie Oryxantilopen, sowie Fleischfresser zu den wichtigen, aber deutlich weniger häufig vertretenen Elementen. Zudem gelang ihr zusammen mit Philippe Morel der Nachweis des ältesten Exemplars von Equus hydruntinus. Im Rahmen der Basler Forschungsgruppe Integrative Biologie gestattet ihre Arbeit am Knochenmaterial der ältesten Fundstätten Syriens, Nadaouiyeh Aïn Askar und Hummal, die Subsistenzgewohnheiten des Nahen Ostens im frühen Paläolithikum zu erfassen, und Klima und Landschaft über einen Zeitraum von etwa 800'000 Jahren zu rekonstruieren (Stand: 2018).
2008 grub sie an der Fundstelle Bramois, Immeuble Pranoé D, wo sie paläozoologische Überreste des Frühmittelalters untersuchte. 2013–2014 erfolgten Untersuchungen im Zusammenhang mit dem Söldner von Theodul. Dort fanden sich zahlreiche Knochen von Tieren, bei denen Reynaud Savioz Art und Geschlecht sowie Altersverteilung bestimmen konnte. An der Fundstelle Mörderstein liess sich nachweisen, dass die mesolithischen Jäger bereits Tiere hielten und begannen, sie zu domestizieren.
Ihre Tätigkeiten übte sie zunehmend an westalpinen Fundstätten des Mesolithikums und des Neolithikums sowie der Bronze- und Eisenzeit bis in die Spätantike aus, vor allem im Wallis. Ihre Untersuchungen korrigierten vielfach das Bild von der Zusammensetzung der menschlichen Ernährung in den Gesellschaften der Jäger und Sammler, aber auch der frühbäuerlichen Gruppen in der Schweiz und in Frankreich, etwa der Cortaillod-Kultur. Neben dem Bild der Ernährungsweise und der lokalen Ökosysteme veränderten ihre Untersuchungen – im Rahmen der stark verspätet auch in der Schweiz genutzten Gletscherarchäologie – die Vorstellungen von der Werkzeugtechnik, die sehr viel häufiger auf tierischen Produkten beruhte, als lange angenommen, was sie etwa für die frühen alpinen Gruppen der Bauern-Hirten-Gesellschaften nachweisen konnte („industrie osseuse“).
Auch die frühe Nutzung von Tierhaaren und von Milch, sowohl von Kühen und Schafen als auch Ziegen, konnte sie belegen. Schliesslich konnte mittels Knochenanalyse und von einseitigem Verschleiss an bestimmten Knochenteilen die Ausbeutung als Trag- oder Zugtiere nachgewiesen werden. Während des gesamten Neolithikums herrschte bei den westalpinen Gruppen die Haltung von Schafen und Ziegen vor, was sich bis in die frühe römische Zeit auswirkte; im Wallis herrschte der Konsum von Schaffleisch gegenüber dem von Ziegen vor. Dabei bestanden schon im frühen Neolithikum Kontakte zu Gruppen im Süden Frankreichs, was sich auch darin widerspiegelt, dass dort Schafe wegen ihres Fleisches, Ziegen hingegen wegen ihrer Milch gehalten wurden. Zugleich nahm sie magische Vorstellungen in den Blick, wo sie anhand von deponierten Tieren, etwa eines Hundes, und einem Neugeborenen erkennbar waren.
1997, 2001 und 2013 war sie Mitorganisatorin von Ausstellungen im Musée de la nature du Valais, im Naturkundemuseum des Wallis in Sitten, die sich um die früheste Nutzung von Tieren im Alpenraum drehten.
Nicole Reynaud Savioz gehört zum Vorstand der im Jahr 2000 gegründeten Walliser Archäologischen Gesellschaft. Seit 2006 ist sie Mitglied im  International Council for Archaeozoology, seit 2013 in der Société Suisse pour la Recherche sur le Quaternaire, seit 2014 in der Walliser Gesellschaft für Wildtierbiologie und seit 2015 in der Groupe de travail pour les recherches préhistoriques en Suisse sowie in vier weiteren Wissenschaftsverbänden des Wallis, etwa der Vereinigung der Geisteswissenschaftler im Wallis.

## Veröffentlichungen (Auswahl)
- mit Philippe Morel: La faune de Nadaouiyeh Aïn Askar (Syrie centrale, Pléistocène moyen) : aperçu et perspectives, in: Revue de Paléobiologie 10 (2005) 31–35. (online)
- La faune, in: Cahiers d'archéologie fribourgeoise 7 (2005) 29–37 (Montilier/Dorf, fouille Strandweg 1992/1993).
- La faune des fosses laténiennes de Bramois, Les Hauts de Pranoé, in: Philippe Curdy, François Mariéthoz, Lionel Pernet, Antoinette Rast-Eicher: Rituels funéraires chez les Sédunes. Les nécropoles du Second âge du Fer en Valais central (IVe-Ier siècle av. J.-C.), in: Cahiers d’archéologie romande 112 (2009) 225–251 ISBN 978-2-88028-112-0 (online).
- Protohistoric Animal Deposits in the Alps. Considerations Regarding a Dog, a Pig and Four Human Neonates from the Rural Settlement of Gamsen (Valais, Switzerland), in: Aleksander Pluskowski (Hrsg.): The Ritual Killing and Burial of Animals. European Perspectives, Oxbow Books, 2011, S. 76–87. (academia.edu)
- mit François-Xavier Chauvière: La faune et l’industrie sur matières dures d’origine animale, in: Cahiers d’archéologie romande 126 (2011) 77–122. (academia.edu)
- The faunal remains from Nadaouiyeh Aïn Askar (Syria). Preliminary indications of animal acquisition in an Acheulean site, in: Jean-Marie Le Tensorer, Reto Jagher, Marcel Otte (Hrsg.): The Lower and Middle Palaeolithic in the Middle East and Neighbouring Regions, Lüttich 2011, S. 225–233 (online, PDF).
- La faune, in: Hugo Amoroso, Daniel Castella: Un habitat gaulois aux origines d'Aventicum. Les fouilles de Sur Fourches (2009/2015) 7–72.
- mit Julien Opliger: Les poissons de la station Cortaillod de Muntelier/Dorf, fouille Strandweg(lac de Morat), in: Cahiers d’Archéologie Fribourgeoise/Freiburger Hefte für Archäologie 15 (2013) 42–52.
- Le mouton, la chèvre, le boeuf et le porc valaisons: Évolution de leur stature du néolithique au Moyen Age, in: Bulletin Murithienne 131 (2013/2014) 47–63. (online, PDF)
- "Maultiere und Felsenpferde": die Tierknochenreste, in: Sophie Providoli, Philippe Curdy, Patrick Elsig (Hrsg.): 400 Jahre im Gletschereis. Der Theodulpass bei Zermatt und sein «Söldner», Verlag für Kultur und Geschichte (Reihe: Geschichtsmuseum Wallis), Sitten 2015, ISBN 978-3-03919-370-7, S. 71–82
- mit Hani Elsuede: Les carnivores pléistocènes des genres Canis et Panthera de Hummal et Nadaouiyeh Aïn Askar (El Kowm, Syrie), in: Vocation préhistoire. Hommage à Jean-Marie Le Tensorer, Lüttich 2017, S. 109–119. (academia.edu)
- A propos d'un squelette partiel de cerf rouge (Cervus elaphus) de l'Atlantique ancien dévouvert dans le Lac Supérieur de Fully (Sorntio, Commune de Fully, 2135 m alt.), in: Bulletin Murithienne 134 / 2016 (2017) 35–46 (online, PDF).
- L'habitat alpin de Gamsen (Valais, Suisse) 4. Étude de la faune, Cahiers d'archéologie romande 170, Archaeologia Vallesiana 13, Lausanne 2018 (Fundstätten Waldmatte und Breitenweg, etwa 800 bis 20 v. Chr., unterhalb von Brig am linken Rhone-Ufer, die Fundstätte bei Gamsen wurde 1987 entdeckt). (academia.edu)
- Des chats et des hommes. Histoire du chat domestique (Felis catus) en Valais, racontée par l’archéozoologie, in: Caroline Brunetti, Alain Dubois, Olivier Paccolat, Sophie Providoli (Hrsg.): Alexandra Antonini. Hommage à une archéologue médiéviste, Sion 2019, S. 467–480 (researchgate).
- mit Caroline Leuzinger, Claudia Beck, Philippe Curdy, Irka Hajdas, Reto Jagher, Urs Leuzinger, Jean-Claude Praz, Werner H. Schoch: Die Grotte du Poteu in der Gemeinde Saillon (Wallis, Schweiz). Archäologische Untersuchungen 2018, in: Jahrbuch Archäologie Schweiz 2 (2019) 123–131 (neben Tierknochen Reste zweier Bestattungen, Neolithikum oder Bronzezeit (?), Pfeilspitze aus Bergkristall, Keramik vom Neolithikum bis in die Römerzeit, Feuerreste aus dem Frühmittelalter, insgesamt sehr wenig genutzte Höhle). (academia.edu)
- Découvertes paléontologiques au Gouffre de Giétroz Devant dans le vallon de Susanfe (commune d'Evionnaz, Valais), in: Bulletin Murithienne 136 (2018) 21–30 (im Jahr 2017 entdeckte Höhle in 2178 m Höhe, dort hinein stürzten etwa 50 Tiere – ausschließlich männliche Alpensteinböcke einer heute ausgestorbenen Population von 6460 bis etwa 3400 v. Chr.; dann weibliche Schafe und Lämmer zwischen 200 und 46 v. Chr.; der sehr gute Erhaltungszustand liefert Erkenntnisse über die früheste Weidewirtschaft und zur Klimageschichte). (academia.edu)
- mit Maëlle Lhemon, Daniel Castella, Anika Duvauchelle, Nathalie Wolfe-Jacot, Isabella Liggi Asperoni: L'habitat gaulois d'Avenches/Sur Fourches. Les fouilles de 2016 et 2017, in: Bulletin de l'association pro aventico 59 (2018) 55–149. (academia.edu)
- mit Michel Blant, Marc Luetscher, Irka Hajdas: 8000 years of apine meadows use. 14C-dating on ibex, bears and sheep from the Gouffre de Giétroz, in: Ion Beam Physics, ETH Zurich - Annual report 2022, Zürich 2023. (academia.edu)
- Le col du Théodule, emprunté par les hommes et les mulets, in: Revue d‘Archéologie Suisse 4 (2023) 22–25. (academia.edu)
- Etude de la faune, in: Philippe Curdy, Olivier Paccolat (dir), Oberstalden (Visperterminen, Valais, Suisse). Un habitat alpin en moyenne montagne. De la protohistoire au Moyen Age (= Cahiers d'archéologie romande, 191, Archaeologia Vallesiana 21), Lausanne 2023, S. 133–146. (academia.edu)
- Nouvelles données sur le Bronze final et le premier âge du Fer en Valais central : les occupations d'Ardon-Châble VS, in: Annuaire d'Archéologie Suisse 108 (2025) 61–106. (academia.edu)